# アメリカン・ミー
アメリカン・ミー（原題：American Me）は、1992年のアメリカ合衆国の犯罪ドラマ映画。エドワード・ジェームズ・オルモスの初監督作品で、メキシカン・マフィアの実態を描いた作品。
日本では東京国際映画祭で上映された他、VHS・DVDが発売された。

## あらすじ
少年院で自分をレイプした男を殺害したチカーノが刑務所でギャングのリーダーになり、やがて破滅していくまで描く。

## キャスト
※括弧内は日本語吹替（DVD版）
- モントーヤ・サンタナ：エドワード・ジェームズ・オルモス（山路和弘）
- J.D.：ウィリアム・フォーサイス（廣田行生）
- パペット：ダニー・デ・ラ・パズ（小形満）
- ムンド：ペペ・セルナ（諸角憲一）
- ジュリー：イヴェルナ・フェルナンデス（磯西真喜）
- ヒューロ：ダニエル・A・ハロ
- エル・ジャポ：ケイリー＝ヒロユキ・タガワ
- エスペランサ・サンタナ：ヴィラ・モンテス
- リトル・パペット：ダニエル・ビジャレアル
- アチャ：ロベルト・マルティン・マルケス
- ヨランダ：ディアナ・オルテリ
- パウリート・サンタナ：ジェイコブ・バルガス
- ジュビー・ホール・アタッカー：エリック・クローズ
- ビッグ・ハッピー：リゴベルト・ヒメネス

## 制作
刑務所のシーンはカリフォルニア州にある実際の刑務所内で撮影が行われ、800人の受刑者と看守がエキストラとして起用された。

## 騒動
本作の性的暴行の描写に腹を立てたマフィアが本作に関わったコンサルタントを3人殺害するという事件が発生。オルモス自身も殺害予告を受け、しばらく隠遁生活を送ったという。
その他、本作にエキストラとして出演したギャングが警官に射殺された。